# Драгоманов Олександр Петрович
Олександр Петрович Драгома́нов (1859?, м. Гадяч, Полтавська губ. — 1919?, м. Петроград, Російська імперія) — український  лікар, психіатр, невропатолог, публіцист, перекладач, наймолодший брат Олени Пчілки, Михайла Драгоманова, дядько Лесі Українки.

## Життєпис

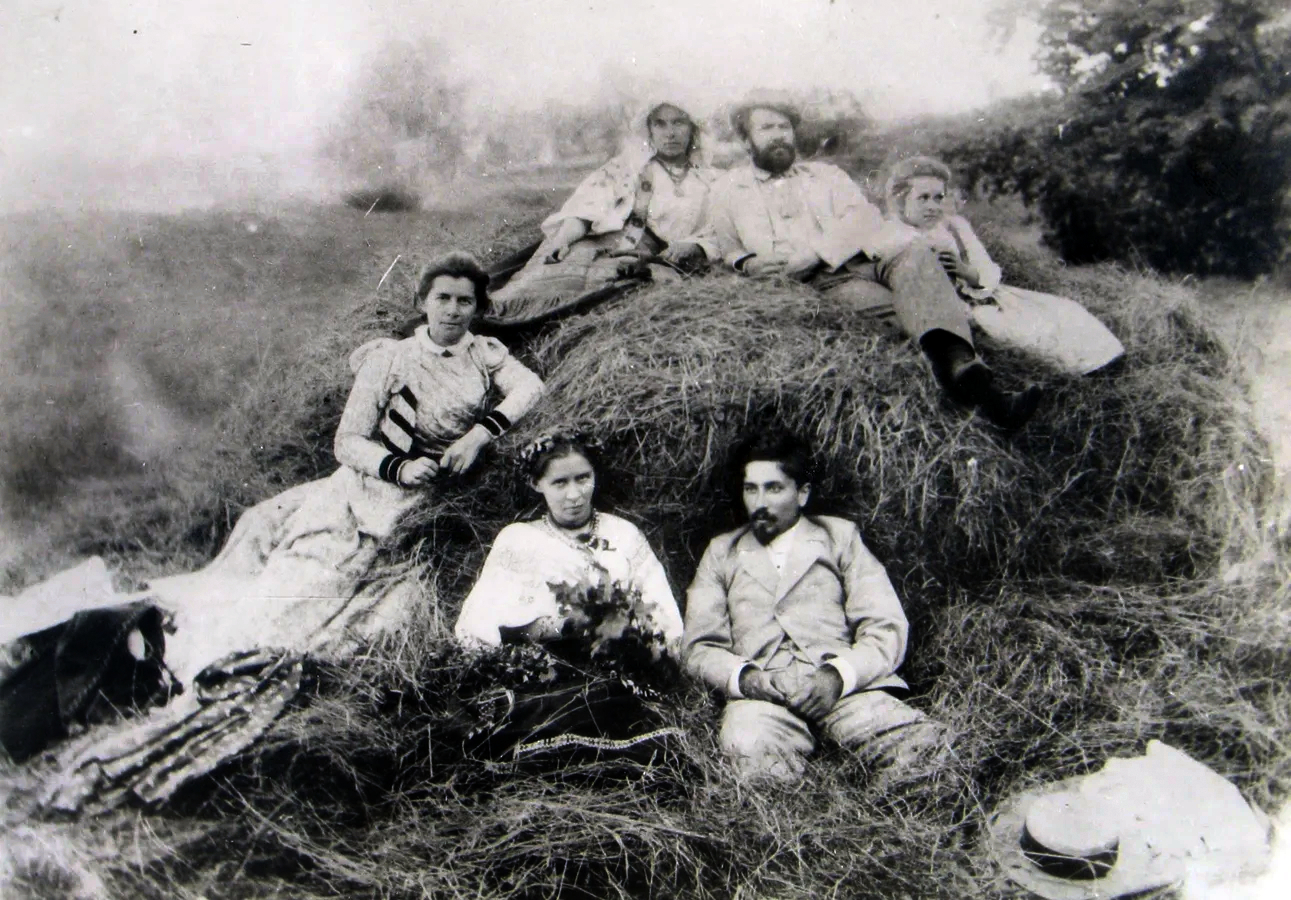
Верхній ряд — Ольга Косач, Олександр Драгоманов, Ізидора Косач; нижній ряд: Олена Пчілка, Леся Українка, Сергій Мержинський. Зелений Гай, фото 8 (20) липня 1898 р.

Народився приблизно 1859 року в містечку Гадяч, що на Полтавщині, в родині небагатого поміщика, дворянина, колезького асесора Петра Якимовича Драгоманова та дворянки Єлизавети Іванівни Драгоманової (Цяцьки).
Початкову освіту здобув удома, згодом навчався у Другій Київській гімназії (прибл. 1870—1880), під час навчання захоплювався хімією та був на утриманні брата Михайла, жив у нього.
Після закінчення Імператорського харківського університету (прибл. 1884—1886) та здобуття фаху розпочав практичну діяльність у Клініці нервових і душевних хвороб при Харківському університеті, яку очолював проф. П. Ковалевський, саме він вплинув на зацікавлення та клінічну орієнтацію Олександра Драгоманова. Пізніше Олександр отримав місце ординатора в міській Олександрівській лікарні Харкова, був одним із чотирьох лікарів-ординаторів.
З 1887 р. Олександр був постійним співробітником (вів бібліографічний відділ, зокрема подавав новини англійської, американської й німецької психіатрії) журналу «Архив психиатрии, нейрологии и судебной психопатологии» (1883—1899), який виходив у Харкові, а згодом у Петербурзі.
1889 р. О. Драгоманов одружився з гадячанкою Олександрою Василівною Кузьміною, боярином на весіллі був Микола Біляшівський. Подружжя в цей час мешкало у будинку купця Лисикова по вул. Сумській, 6. Навесні 1889 р. у цьому помешканні його навідала рідна сестра Ольга та племінниця Леся Українка, у квітні вони лікувалися на хуторі Косівщина під Сумами у народної цілительки Параски Богуш і потім вирушили до Харкова. Олександр Драгоманов влаштував консультативний огляд Лесі у відомого хірурга, науковця, професора університету Вільгельма Грубе.
Леся Українка у листі до своєї бабуні Є. Драгоманової від 24 червня 1889 р. захоплено вказувала:
|  | Кланяйтесь і цілуйте від мене дядю Сашу і тьотю Олександру Василівну, я з утіхою згадую своє перебування у Харкові. Будьте здорові. |

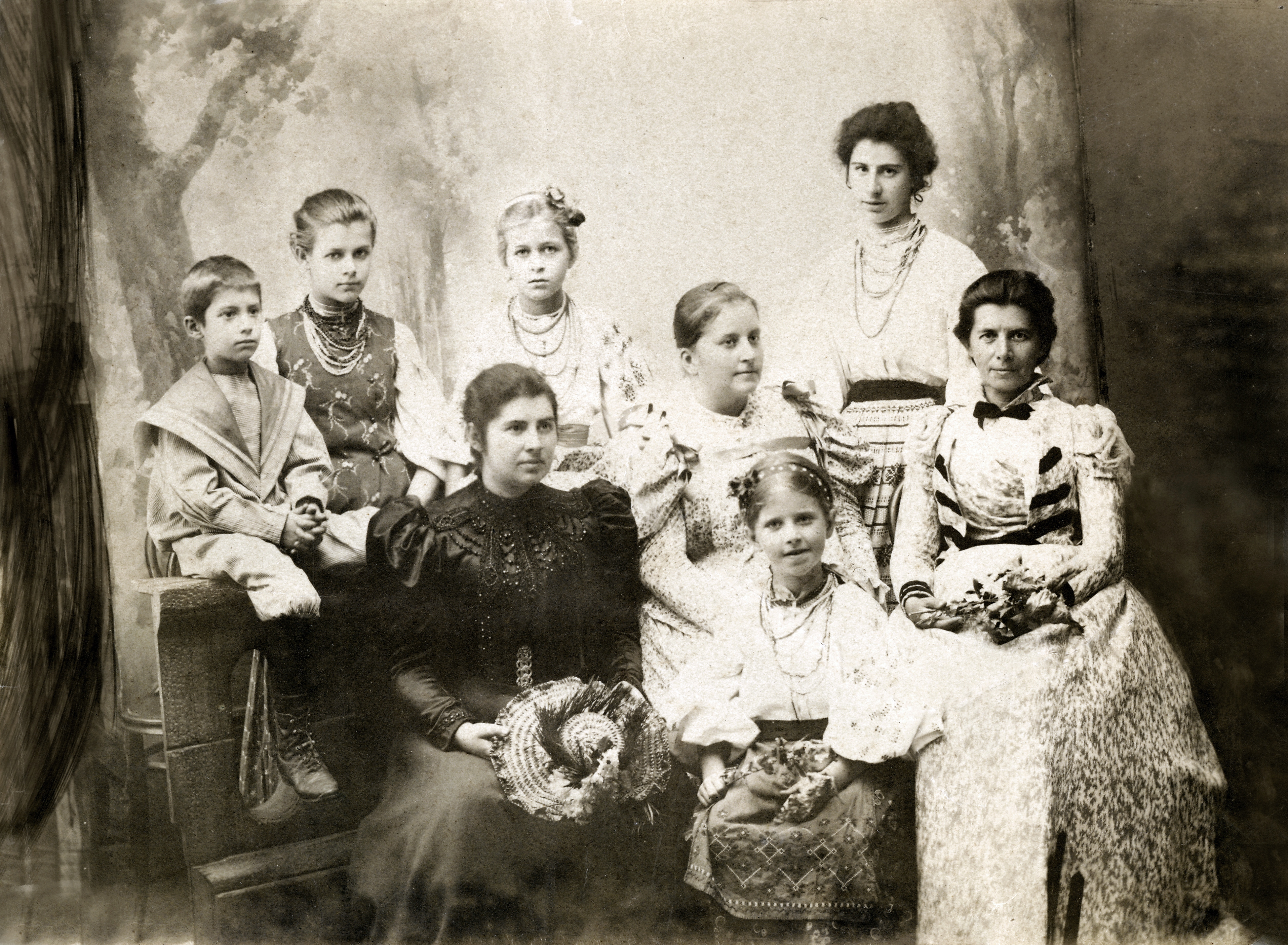
Драгоманови й Косачі у 1890-х. Сидять, зліва направо: Світозар, Лідія, Олександра (дружина Олександра Драгоманова) з донькою Оксаною, Олена Пчілка. Стоять, зліва направо: Оксана й Ізидора Косач та Аріадна Драгоманова

Із середини 1890-го до середини 1891-го мешкав та працював у Петербурзі. Саме звідти отримав призначення лікарем психіатричної клініки в містечку Творки (зараз це околиця міста Прушкув Мазовецького воєводства, 15 км від Варшави, Польща). Переїжджаючи на нове місце роботи дружину Олександру Василівну залишив у Петербурзі; лише у жовтні 1895 р. разом із дочкою Оксаною вони переберуться жити до нього.
Медичний заклад у Творках виник завдяки багаторічним зусиллям польських психіатрів, яких підтримували члени Варшавського медичного товариства. Ініціатором будівництва і творцем концепції виступив лікар-психіатр, історик медицини, проф. Адольф Роті (Adolf Rothe). Офіційно лікарню «Warszawska Lecznica dla Obłąkanych» («Варшавська лікарня для ненормальних») відкрили 21 листопада 1891 р., на час відкриття «медичний персонал складали директор (головний лікар) В. Хардін, чотири лікарі поляки (С. Буцельський, Е. Прзичодзький, Р. Радзивіллович і Т. Жлобіковський) і троє громадян Російської імперії (О. Драгоманов, О. Любарський, І. Сабашников)».
У травні 1892 року, після тижневого перебування у Варшаві, племінниці Леся та Ольга разом із матір'ю Оленою Пчілкою вперше відвідують Олександра Драгоманова в Творках.
22 грудня 1894 (3 січня 1895) у родині Олександра та Олександри Драгоманових народжується в Петербурзі дочка Оксана, що в подальшому стане письменницею, громадською діячкою та політичною еміґранткою.
7 квітня 1896 р. О. Драгоманов захистив докторат із психіатрії.
З кінця червня до 12 липня 1896 року в дядька вдруге в Творках гостить Леся Українка. Саме в цей час вона побувала у психіатричній лікарні, мала змогу спостерігати за пацієнтами, навіть там переночувала. Картина психічно хворих серед мальовничого парку, що займав двадцять три гектари з п'ятдесяти восьми, на яких було розташовано шпиталь, не могла не вразити Лесину творчу уяву. Контраст між гармонією природи й дисгармонією екзистенційною ліг в основу її оповідання «Місто смутку (Силуети)». Цього ж року з-під Лесиного пера на світ з'являється її перший драматичний твір, водночас, перша психологічна драма в українській драматургії «Блакитна троянда». Для написання цих творів на прохання Лесі, Олександр надсилав їй роботи з психіатрії та консультував особисто. Згодом дарував книги з медицини також і молодшій племінниці Ользі, називаючи її, після закінчення Медичного інституту в Петербурзі, «колегою».
1896 р. О. Драгоманов відвідав родину Петра та Ольги Косачів у Колодяжному.
1897 р. робив спроби отримати посаду професора медицини Одеського університету, однак на цю посаду було 8 претендентів і перевагу отримав д-р Томашевський.
З червня 1897 р. служив старшим ординатором психіатричної лікарні у Варшаві. У Варшавському університеті проводив заняття з фізіології нервової системи в лабораторії Ф. Наврицького.
8 (20) липня 1898 р. гостював у родини Косачів у маєтку Олени Пчілки в Зеленому Гаю.
14–15 січня 1899 р. дорогою на лікування до Берліна в Творки до «дяді Саші» утретє приїхала Леся разом із братом Михайлом та матір'ю. Лесин душевний стан напередодні складної операції потребував підтримки та поради дядька, авторитетного невропатолога та психіатра.
1905 р. Олександр Петрович служив старшим лікарем 64-го піхотного запасного батальйону в Бресті.
З червня 1911 р. працював у варшавській лікарні Св. Іоанна на посаді старшого лікаря, а згодом директора.
Виступав також експертом у судових закладах.
Живучи у Варшаві, був близький до української громади.
Помер, найвірогідніше від цинги, приблизно 1919 року в Петербурзі, куди його було відкликано з початком Першої світової війни.

## Науково-теоретичні статті в журналі «Архів психіатрії, нейрології і судової психопатології»
- «Неврастенія і психічні розлади» (т. ІХ, № 1, с. 1; № 2, с. 69);
- «Нейрон-патологічна секція ІІ з'їзду лікарів у Москві» (т. ІХ, № 3, с. 86);
- «До патології алкоголізму» (т. XIII, № 2, с. 81);
- «Чахотка та психози» (т. XIV, № 1–2, с. 139);
- «Спіритизм і психози» (т. XV, № 3, с. 95);
- «Варшавська лікарня і колонія душевнохворих» (т. ХХ, № 3, с. 183) та ін.

## Переклади іноземних праць в журналі «Архів психіатрії, нейрології і судової психопатології»
- Л. В. Блуменау — «До питання про фізіологічну дію магніту на нервову систему»;
- проф. William A. Hammond — «Клінічна лекція про диференціальний діагноз передньо-бокового склерозу і заднього склерозу спинного мозку»;
- Dr. C. H. Hughes — «Передній гострий інфантильний поліомієліт»;
- Dr. Hughling-Jackson — «Особливий різновид епілепсії („інтелектуальна аура“), випадок із симптомами органічного мозкового захворювання»;
- Dr. Dana — «Кортикальна локалізація шкірних відчуттів»;
- A. R. Deyett — «Медична юриспруденція сп'яніння»;
- Dr. Ch. Fere «Параліч внаслідок виснаження»;
- Dr. Bury — «Периферійний неврит при гострому ревматизмі і відношення м'язової атрофії з ураженням суглобів»;
- Prof. E. C. Spitzka — «Вайтченельські вбивства: їх судово-медична та історична сторони»;
- лікар О. О. Корнілов — «Хорея, хроніка спадковості» та ін.